# Pimelea simplex
Pimelea simplex är en tibastväxtart. Pimelea simplex ingår i släktet Pimelea och familjen tibastväxter.

## Underarter
Arten delas in i följande underarter:
- P. s. continua
- P. s. simplex